# Орнек (Катон-Карагайський район)
Орне́к (каз. Өрнек) — село у складі Катон-Карагайського району Східноказахстанської області Казахстану. Входить до складу Белкарагайського сільського округу.
Населення — 101 особа (2021; 163 у 2009, 232 у 1999, 228 у 1989).
Національний склад станом на 1989 рік:
- казахи — 100 %